# Málaga (Santander)

Málaga es un municipio colombiano, capital de la provincia de García Rovira ubicada al sur oriente del departamento de Santander sobre la  Troncal Central del Norte y a 124 km de distancia de la ciudad de Bucaramanga.
Se encuentran tres variedades de climas: páramo, templado y cálido.

## Fundación
El conquistador español Hernan Pérez de Quesada, al mando de sus tropas, en 1541 avistó por vez primera "El valle de los Cercados", donde se asentaba un grupo étnico chitarero, en el valle de "Tequia".
El Capitán General y Justicia Mayor Gonzalo Suárez Rendón, asentado en ese entonces, en la recientemente fundada población de Tunja, determinó, comisionar al alcalde ordinario y Capitán, Jerónimo de Aguayo, para fundar otra población hacia el norte, cuyo nombre sería el de Málaga en memoria de la patria chica de Suárez Rendón y que debería situarse en "la provincia de Tequia y Euqui".
Unos días después, el Capitán Aguayo partió al frente de cincuenta soldados y veinte caballos, cruzaron el río Chicamocha por la cabuya del capitanejo y más adelante debieron enfrentar la resistencia de los Chitareros, una vez reducidos los nativos procedió a formalizar la fundación; la fecha exacta de la fundación no ha sido posible determinarla, los investigadores la sitúan entre fines de marzo y comienzos de abril de 1542.
Se considera fundada el 10 de marzo de 1542, por el conquistador español capitán Jerónimo de Aguayo.
Con el tiempo se convirtió en un pueblo de indios; posteriormente, en 1695 se fundó de nuevo como parroquia, de la cual se conservan archivos sacramentales desde los años de 1700, así como sus párrocos, costumbres, tradiciones.
El capitán Jerónimo de Aguayo la fundó bajo el patrocinio de San Jerónimo, por ser el santo de su nombre, y de Nuestra Señora de la Soledad del Valle de Tequia. En sus tiempos coloniales, alrededor de los siglo XIX y XX, era una población de estructura colonial, de casas blancas y parecidas, de calles empedradas, de balcones, de hermosas, finas y antiguas capillas españolas.
Muchas de las reliquias, archivos, documentos, tesoros e historia de la población aún son conservados, especialmente los de tipo religioso.
Málaga es la sede de la diócesis de Málaga a Soatá, donde reside el obispo desde 1987; con ello también se convirtió en un importante centro de Comercio, Financiero, Económico y Estudiantil de Santander.

## Economía
La agricultura es la actividad de mayor relevancia dentro de las diferentes veredas y área rural del municipio.
Las actividades económicas de mayor importancia en el municipio de Málaga están presentes en el sector turístico,  comercial, industrial, y financiero de toda esta región.[cita requerida]
La actividad pecuaria y bovina aportan un gran potencial a la economía de toda la provincia de García Rovira. La fabricación de ladrillos y cal hidratada en las afueras del municipio forman parte de las industrias artesanales de la región.

## Contexto geográfico
Enclavada sobre la cordillera oriental de los Andes, tiene un clima con una temperatura media de 19 °C. Geológicamente se sitúa en el extremo meridional (borde oriental) del Macizo de Santander, en la parte sur del Páramo del Almorzadero.
Límites del municipio:
Geográficamente el municipio de Málaga comparte linderos mediante accidentes geográficos (ríos, quebradas, filos, divisoria de aguas) o límites prediales con cuatro municipios de la provincia de García Rovira:
- Por el Oriente con el municipio de Enciso;
- Por el Occidente con los municipios de Molagavita y San Andrés;
- Por el Norte con el municipio de Concepción;
- Por el Sur con el municipio de San José de Miranda.

## Educación Superior

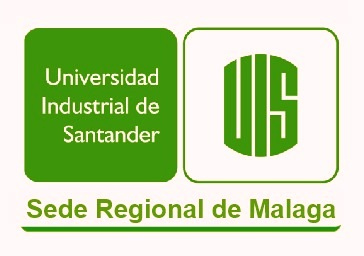
UIS sede Málaga.

- Universidad Nacional Abierta y a Distancia (UNAD)
- Universidad Industrial de Santander (UIS)
- Servicio Nacional de Aprendizaje  (SENA)
- Edupol

## Colegios
- Instituto Técnico Industrial Emeterio Duarte Suárez
- Colegio Oficial Nuestra Señora del Rosario
- Colegio Custodio García Rovira
- Escuela Normal Superior Francisco de Paula Santander
- Instituto Politécnico Monseñor Manuel Sorzano González

## Turismo

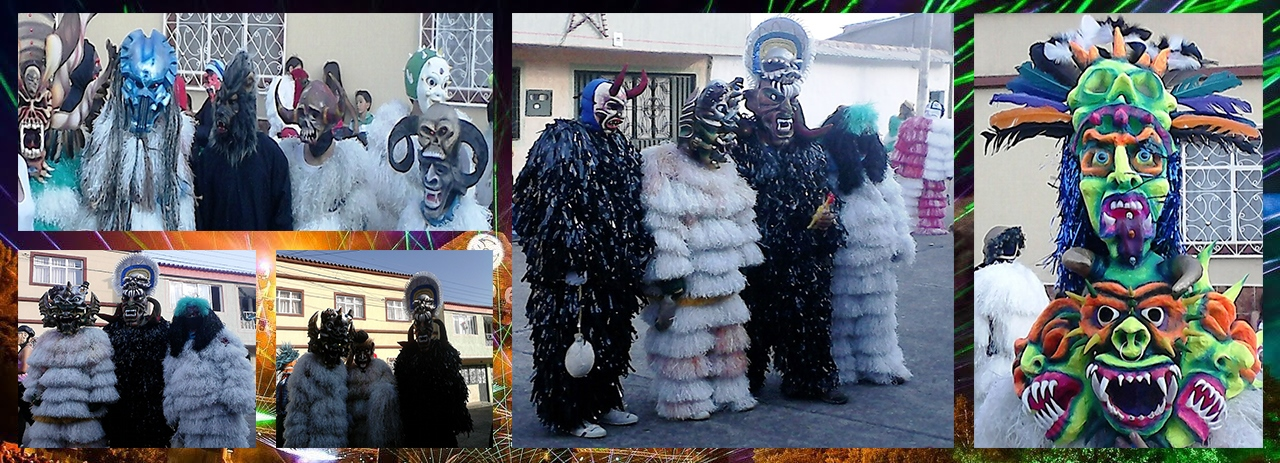
Disfraces del festival.

El municipio cuenta con infraestructura hotelera para el turismo local,[cita requerida] compuesto por visitantes provenientes, principalmente, del Área Metropolitana de Bucaramanga o de municipios vecinos.[cita requerida] Este flujo de visitantes se incrementa, generalmente, los fines de semana y en época de fin y comienzo de año, cuando las personas oriundas del municipio que residen fuera del mismo -por razones de trabajo o estudio- retornan para visitar familiares y amigos.[cita requerida] Precisamente, durante el mes de diciembre se realiza la novena de aguinaldos, así como el Festival de Matachines de Málaga, en el marco de las Ferias y Fiestas de este municipio, expresiones de la tradición popular del departamento de Santander. 

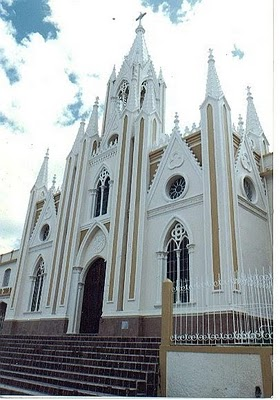
Capilla del asilo San Antonio.

Justamente, en la primera y segunda semana de enero de cada año, tiene lugar en Málaga las Ferias y Fiestas de San Jerónimo, la cual es la festividad más importante del municipio y, en general, de toda la Provincia de García Rovira.[cita requerida] En el marco de estas festividades se realiza el Carnaval del Oriente Colombiano, entre otras actividades culturales y artísticas como verbenas y conciertos.[cita requerida]

## Medios de comunicación
Periódicos Virtuales
- Málagavive - afiliada al  RCN Radio

Emisoras Radiales
- Andes Estéreo
- Latina Estéreo
- Voces Rovirences de Caracol Radio
- Radiónica
- Radio En Realidad
- La M Radio

Televisión
- Arcoma Televisión
- Voces Rovirenses

## Vías de comunicación
Aéreas
- Cuenta con una terminal aérea, el Aeropuerto Jerónimo de Aguayo, sin torre de control ni sala de espera, para aeronaves medianas y pequeñas. Inicialmente había 3 vuelos diarios hacia el Aeropuerto Internacional Palonegro de Bucaramanga y viceversa; sin embargo, desde 2015 no existen vuelos comerciales, sólo vuelos charter que llegan y salen de manera intermitente.

Terrestres
- Con la ciudad de Bucaramanga el recorrido es de aproximadamente 6 horas en transporte público, con un total de 124 km. La carretera es transitable pese a estar en malas condiciones y cuente sólo con algunos tramos pavimentados, incluyendo el del puente atirantado Hisgaura. Sin embargo, a finales de 2021 se inició la etapa definitiva de pavimentación de esta vía, la cual espera concluirse en 5 años[2]

- Se comunica con Bogotá y Cúcuta  por la Troncal Central del Norte. Desde Bogotá son aproximadamente 7 horas, y desde la ciudad de Cúcuta son 5 horas aproximadamente en transporte público.